# Keolis Nederland FLIRT

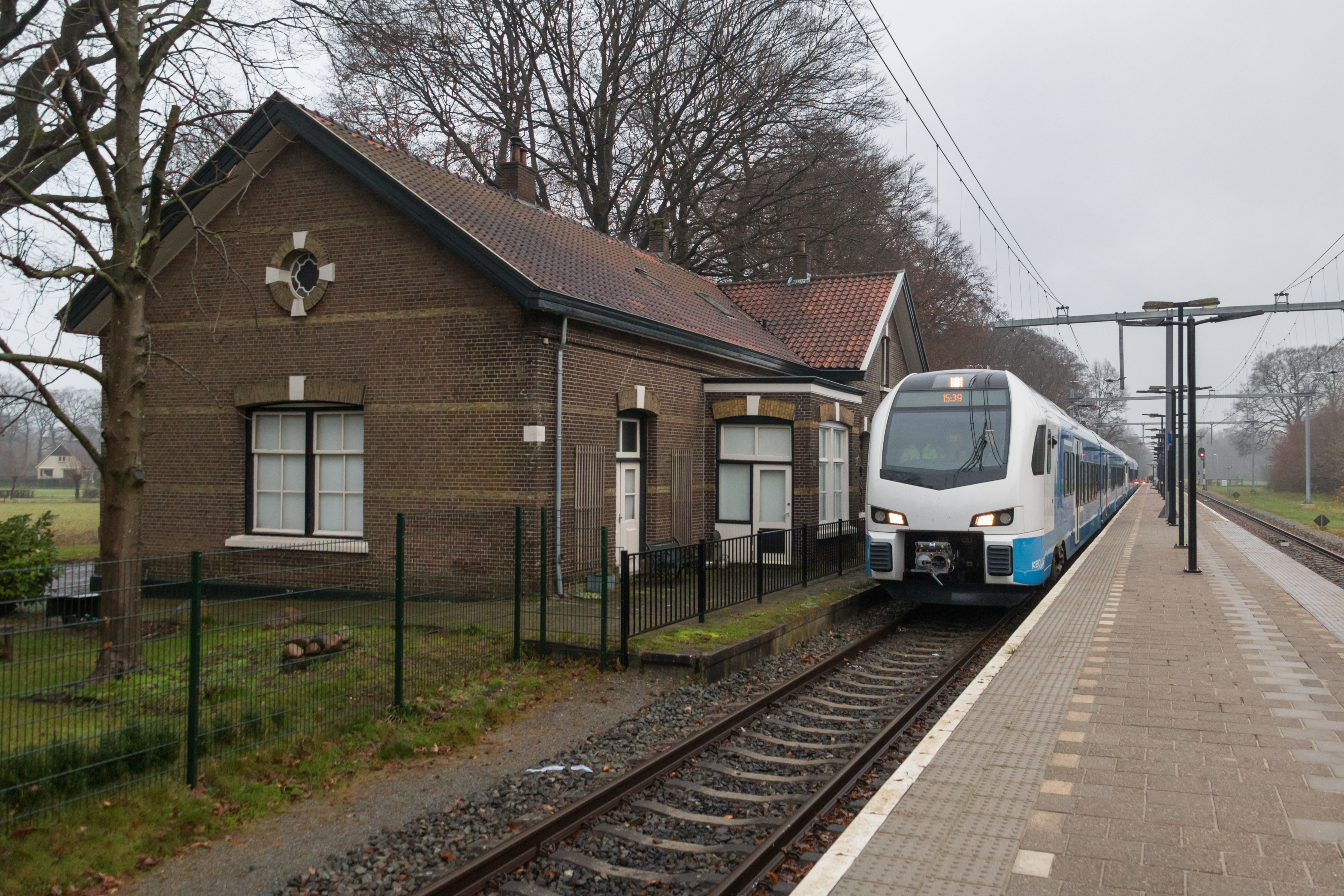
Treinstellen 7301 en 7308 te Heino.

De Keolis Nederland Flirt is een elektrisch aangedreven type lichtgewichttreinstel van de Keolis Nederland. De treinstellen zijn gebouwd door de Zwitserse treinbouwer Stadler Rail en gebaseerd op het FLIRT3-platform van dit bedrijf. De treinen zijn bestemd voor de concessies Zwolle – Enschede en Zwolle – Kampen. De treinen voor Zwolle – Kampen en Zwolle – Enschede rijden onder de naam 'Blauwnet', van het Overijsselse regionale treinvervoer. De treinstellen voor Amersfoort – Ede-Wageningen (de voormalige Valleilijn) rijden onder de naarm 'RRReis' zijn nagenoeg gelijk aan die van Keolis, met als grootste verschil de kleurstelling en het missen van zonneschermen bij de ramen.
De FLIRT (acroniem voor Flinker Leichter Innovativer Regionaltriebzug) is afgeleid van de Stadler GTW, met als belangrijkste verschil dat de aandrijfeenheden zich bij de FLIRT achter de cabines bevinden (i.p.v. in een aparte motorwagen). Dit treintype wordt gekenmerkt door licht en ruimte in het interieur door het gebruik van jacobsdraaistellen gecombineerd met brede open bakovergangen en een lage vloer. De lage vloer in combinatie met een uitschuifbare treeplank maakt het treinstel gemakkelijker toegankelijk voor personen met een fysieke beperking. Door het lage gewicht van het treinstel in combinatie met een hoog aanzetkoppel is het uitermate geschikt voor treindiensten met veel stops en korte haltetijden. 

## Aanbesteding
Op 11 december 2014 werd door Syntus een Europese aanbesteding gestart voor de aanschaf van nieuw elektrisch materieel.
Op 16 juni 2015 maakte de provincie Overijssel bekend dat Syntus de aanbesteding voor de treindienst Zwolle-Enschede en Zwolle-Kampen had gewonnen. De concessie ging in in december 2017 en was geldig voor een periode van 15 jaar.

## Ontwerp en bouw
De FLIRT-treinstellen bestaan uit drie of vier rijtuigen die bij de bakovergangen opgelegd zijn op jacobsdraaistellen. Door het gebruik van een jacobsdraaistel is de bakovergang kort en breed, wat zorgt voor een grote mate van transparantie. Hierdoor hebben deze treinstellen brede bakovergangen en een lage vloer, zoals ook gebruikelijk is bij metro's en trams. Het ruime zicht door het gehele treinstel in combinatie met de aanwezige camera's heeft de bedoeling een gevoel van veiligheid op te leveren. De vloerhoogte is met 780 mm precies gelijk aan de hoogte van de meeste perrons.
Van binnen ontbreken dwars-/kopwanden en tussendeuren, alleen de eerste en tweede klas worden door glazen deuren en tussenwanden van elkaar gescheiden. De treinstellen zijn onder andere voorzien van airconditioning, een reizigersinformatiesysteem met TFT-displays en automatische omroep, (beveiligings)camera's en een noodoproepsysteem waarmee na bediening van de reizigersnoodrem akoestisch contact met de machinist mogelijk is. Verder is de FLIRT van Keolis Nederland ook voorzien van cabinedeuren aan de rechterzijde van de bak, net als de inmiddels ook van Keolis zijnde voormalige Connexxion FLIRT's.
De treinstellen zijn voorzien van ATB-NG. Dit beveiligingssysteem kan ook overweg met ATB-EG.

### Interieur
Reizigers hebben onder meer toegang tot usb-oplaadpunten voor het opladen van mobiele apparaten, stopcontacten, en een gratis toegankelijk wifi-netwerk. Verder zijn de treinstellen voorzien van een lage vloer, uitschuiftreden en een rolstoeltoegankelijk toilet om het reizen voor mensen met een fysieke beperking makkelijker te maken. Dit toilet is voorzien van een opklapbare plank om luiers te verschonen. In de treinstellen bevinden zich eerste en tweede klas afdelingen, een lounge en een ruimte voor het opstellen van fietsen. De bekleding van het meubilair is uitgevoerd in rood met grijze hoofdsteunen in de 1e klas, grijs met blauwe, grijze of paarse hoofdsteunen in de 2e klas en volledig grijs in de stiltezones. Verder is een groot deel van de ramen uitgerust met zonneschermen. De stoelen zijn van het type Match G2, geleverd door het Duitse Kiel Sitze.

## Onderhoud
De treinstellen worden onderhouden in de werkplaats van Stadler Rail te Hengelo.

## Inzet
De treinstellen worden sinds 10 december 2017 ingezet in de concessie Zwolle - Kampen en Zwolle - Enschede onder de merknaam Blauwnet.  In de dienstregeling 2025 wordt het materieel ingezet op de volgende verbindingen:
| Serie       | Treinsoort         | Route                                | Bijzonderheden                                                           |
| ----------- | ------------------ | ------------------------------------ | ------------------------------------------------------------------------ |
| 7900 RS 23  | Sprinter (Keolis)  | Zwolle – Almelo – Hengelo – Enschede | Onderdeel van Blauwnet                                                   |
| 8500 RS 22  | Sprinter (Keolis)  | Zwolle – Zwolle Stadshagen – Kampen  | Onderdeel van Blauwnet                                                   |
| 17900 IC 23 | Intercity (Keolis) | Zwolle – Almelo – Hengelo – Enschede | Onderdeel van Blauwnet. Rijdt alleen op werkdagen overdag en 1x per uur. |

Naast de inzet op de Blauwnet-dienst zijn er twee gelijke FLIRT-treinstellen - samen met vijf Protos-treinstellen - in dienst op de RS34 tussen Amersfoort Centraal en Ede-Wageningen:
| Serie       | Treinsoort        | Route                                                    | Bijzonderheden                   |
| ----------- | ----------------- | -------------------------------------------------------- | -------------------------------- |
| 31300 RS 34 | Sprinter (Keolis) | Amersfoort Centraal – Barneveld Centrum – Ede-Wageningen | Onderdeel van de formule RRReis. |
| 31400 RS 34 | Sprinter (Keolis) | Amersfoort Centraal – Barneveld Centrum – Barneveld Zuid | Onderdeel van de formule RRReis. |

## Naamgeving
Stel 7405 werd op 23 augustus 2019 voorzien van de naam Cees Anker, naar de met pensioen gegane CEO. Stel 7406 werd tevens op 23 augustus 2019 voorzien van de naam Bert Boerman, gedeputeerde van de provincie Overijssel. Die naam werd op 11 juli 2020 weer verwijderd.

## Interieur

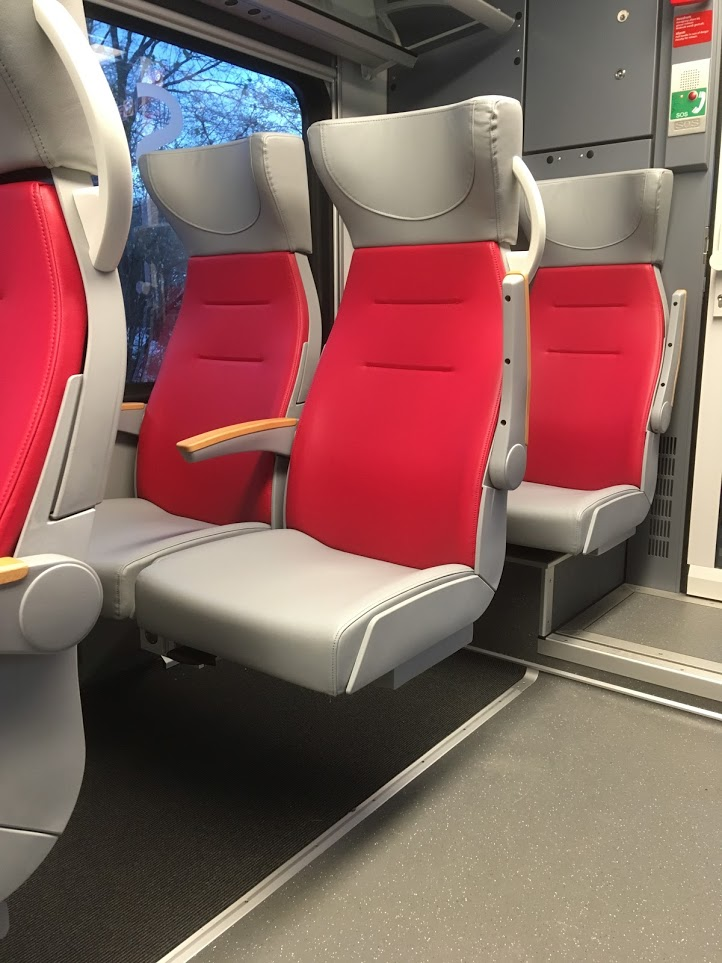
1e Klas
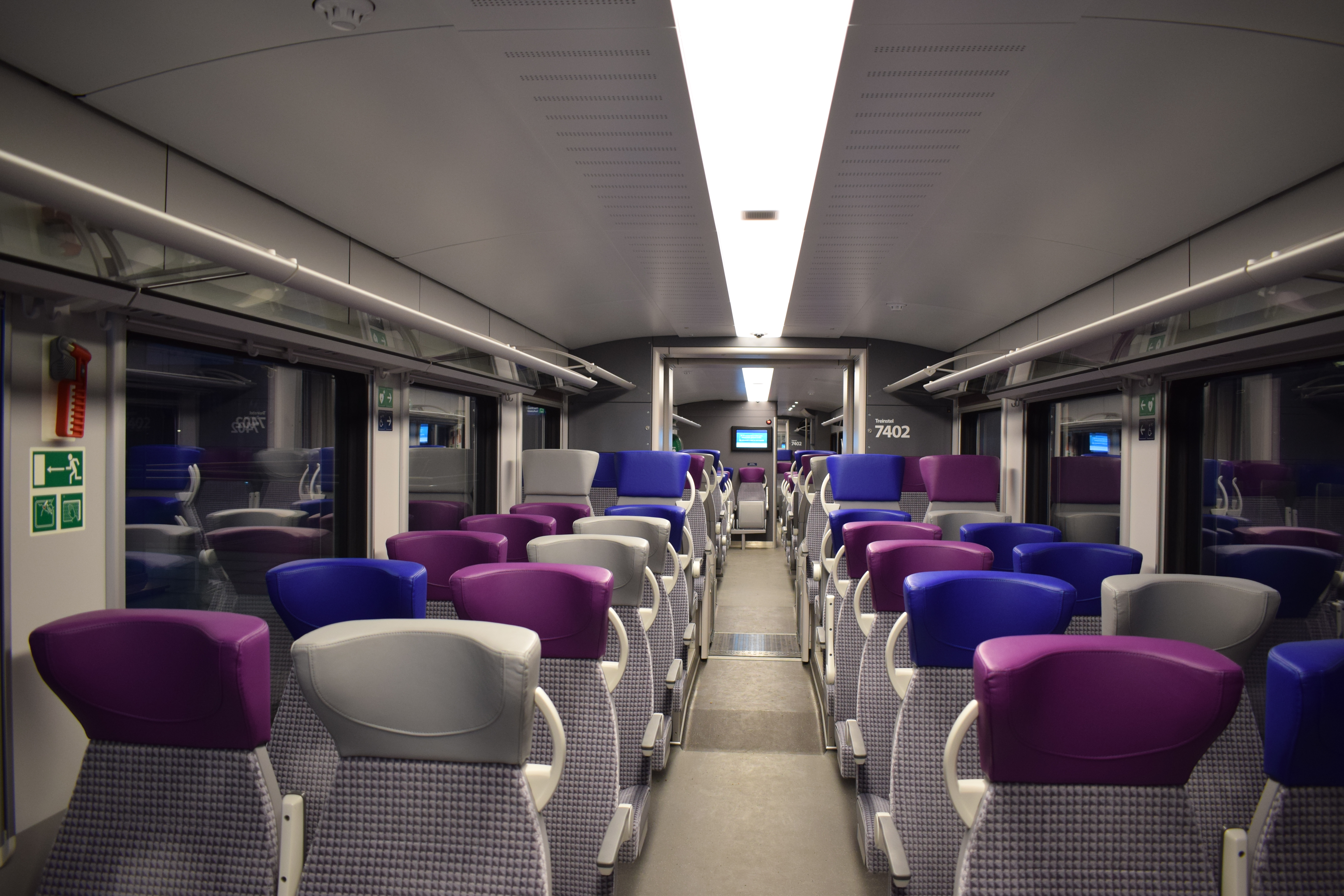
2e Klas
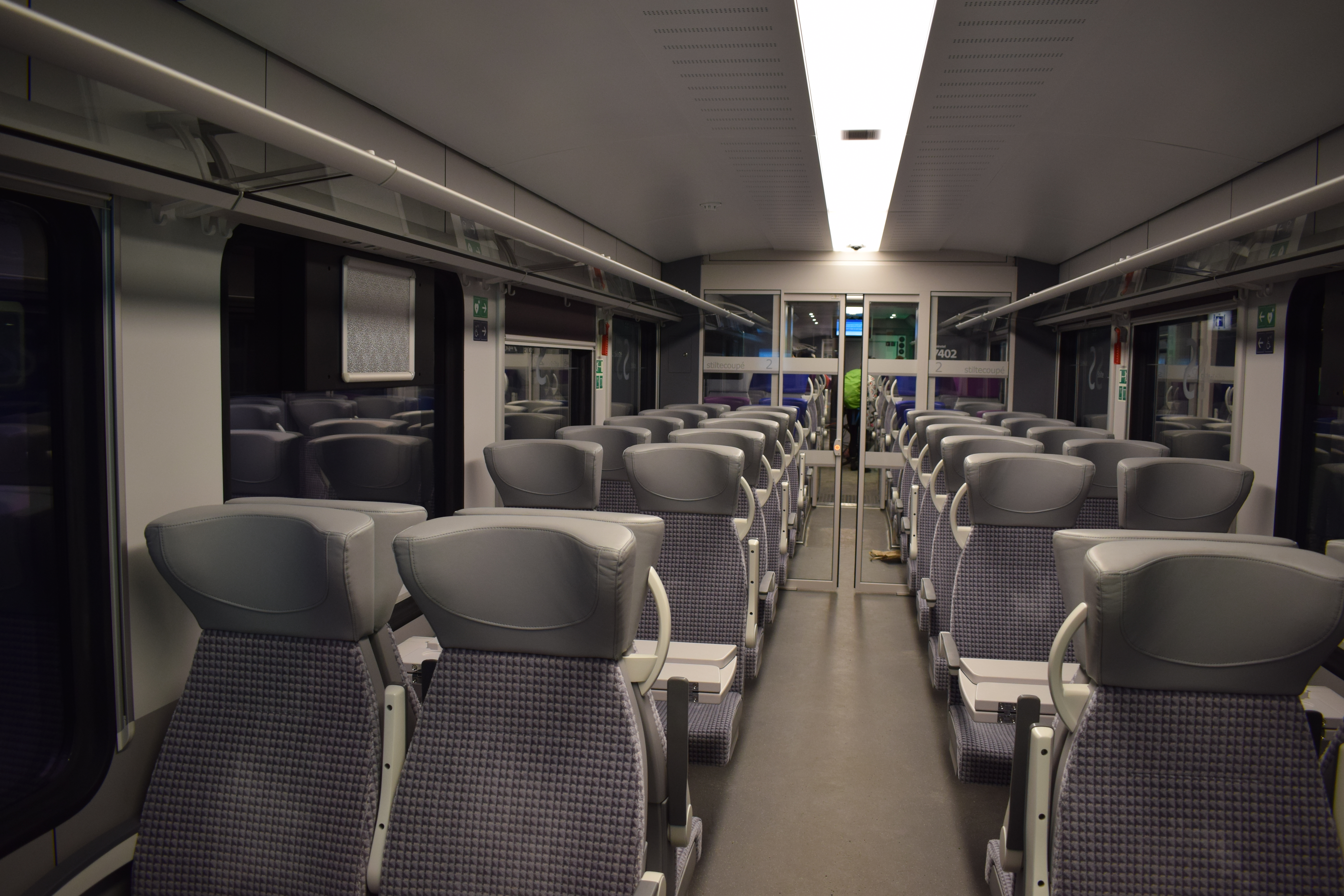
2e Klas Stiltecoupé